# Fernandão (voleibolista, 1987)
 Fernando Lúcio de Jesus Magalhães  (Marataízes, 28 de janeiro de 1987) é um voleibolista brasileiro praticante da modalidade de vôlei de praia  que sagrou-se vice-campeão nacional na temporada de 2011 , obtendo as medalhas de pratas na etapa brasileira do circuito sul-americano de vôlei de praia em 2018 e no Challenge de Varna de 2009.

## Carreira
Irmão do voleibolista de praia Fábio Luiz Magalhães, campeão mundial e medalhista olímpico, iniciou no voleibol de quadra (indoor) e fez parte da seleção brasileira na categoria infantojuvenil em 2004, migrou para o vôlei de praia e deixou a cidade de Vitória para residir no Rio de Janeiro no ano seguinte, quando formando dupla com Roberto Pitta sagrou-se vice-campeão do Circuito Brasileiro Sub-19 , quarta edição do campeonato brasileiro,  realizado na cidade de Fortaleza, época que lideravam o ranking carioca e juntos disputaram a edição do Campeonato Mundial de Vôlei de Praia Sub-19 de 2005 sediado em  Saint-Quay-Portrieux terminando na quinta posição.
Na temporada de 2006 formou dupla com Vinícius Santana e terminou na terceira posição no Circuito Brasileiro Sub-21  e com esta parceria disputou também o Campeonato Mundial Sub-21 no mesmo ano, edição sediada em Mysłowice quando finalizaram na vigésima nona colocação.
Ao lado de Pedro Marques disputou a edição do Campeonato Mundial de Vôlei de Praia Sub-21 de 2007 realizado em Modena e finalizaram na nona colocação e com este jogador disputou também o Circuito Brasileiro de Vôlei de Praia Sub-21 no mesmo ano, conquistando o título geral, vencendo a primeira etapa de João Pessoa nesta edição, e foram convidados a participar da festa de inauguração da Arena de Copacabana onde foi realizado o torneio de vôlei de Praia dos Jogos Pan-Americanos de 2007 no Rio de Janeiro, e venceram a dupla Giovane Gávio e Tande.
Em 2008 formando dupla com Rodrigo Saunders chegou a final da etapa de Palmas do Circuito Brasileiro de Vôlei de Praia Challenger e ficaram com o vice-campeonato, chegando a final na sequência na etapa de Aracaju também sagrando-se nesta vice-campeões; neste mesmo ano conquistou pela primeira vez o título de uma etapa do Circuito Brasileiro de Vôlei de Praia Open, quando jogando com  André de Freitas derrotando seu irmão Fábio Luiz e Márcio Araújo na final da etapa de Fortaleza e no referido circuito ainda competiu ao lado do veterano Roberto Lopes quando disputaram o qualifying de Cáceres terminando na décima nona posição a exemplo de outras quatro etapas que competiram juntos e não avançaram do qualifying de Xangri-lá e desfizeram a dupla antes da etapa de São Luís.Também competiu ao lado de Rhooney Ferramenta.
Ao lado de  Jô Gomes alcançou a quinta colocação na I edição dos Jogos Sul-Americanos de Praia no de 2009
Com Bruno Oscar Schmidt sagrou-se campeão da etapa do Espírito Santo do Circuito Estadual de Vôlei de Praia de 2009.Estreou na edição do Circuito Mundial de Vôlei de Praia em 2009  quando disputou  ao lado de Bruno de Paula e não pontuaram no Aberto de Brasília e foram campeões do Challenge de Varna.
E ainda com Bruno de Paula disputaram o Circuito Brasileiro de Vôlei de Praia alcançaram o quinto lugar na etapa de Balneário Camboriú, obtiveram os décimos terceiros lugares nas etapas de Santa Maria, Curitiba, Vitória, Belém e Fortaleza, em João Pessoa, em Recife,  ainda a nona posição na etapa de Teresina  e em Maceióe terminaram na terceira posição na etapa de São José dos Campos e terminaram na nona posição geral.
Com Bruno de Paula disputou o Circuito Mundial de 2010 e não pontuaram no Aberto de Brasília e estiveram juntos na temporada de 2010 do Circuito Brasileiro de Vôlei de Praia Open e terminaram na quinta posição na etapa de Caxias do Sul, em seguida terminaram na quarta posição na etapa de Balneário Camboriú, depois o décimo terceiro lugar na etapa de São José dos Campos, obtendo o quinto lugar em Uberaba, o décimo terceiro lugar em Goiânia, em Campo Grande, depois jogando com Luizão Corrêa terminaram na quarta posição em Fortaleza, depois finalizaram na quinta colocação em João Pessoa, décimo terceiro lugar em Maceió, em Salvador, encerrando na nona posição em Vila Velha e novamente em décimo terceiro lugar em Búzios.
Em 2011 foi convidado para disputar o Desafio de Vôlei realizado em São Luís, compondo o time amarelo no qual atuou com Nalbert Bitencourt, Maurício Lima, Marcelo Negrão sendo derrotado pelo time azul composto por Franco Neto, Rogério Ferreira, Jan Ferreira e Oscar Brandão , participando depois do desafio realizado durante os  festejos dos 159 anos da cidade de Teresina compondo novamente o time amarelo que tinha Anderson Rodrigues, Rodrigo Alves “Jardel” e Oscar Brandão.
Retomou a dupla com Bruno de Paula na edição do Circuito Mundial de Vôlei de Praia de 2011 e terminaram na quadragésima primeira posição no Aberto de Brasília e o décimo terceiro posto no Satélite de Lausana; depois competiram no Circuito Brasileiro Open de 2011, terminando na terceira posição na etapa de Vitória, depois alcançaram o sexto posto no Rio de Janeiro, quinto lugar n Guarujá, terceira posição na etapa de Curitiba, ocupando a sexta posição em Balneário Camboriú, oitava posição em Santa Maria, décimo terceiro lugar em Salvador, o décimo posto em Aracaju, décimo quarto posto em Maceió , sétima posição em Recife, depois atuou ao lado de Márcio Araújo na etapa de João Pessoa quando terminaram na décima quinta posição conquistando o vice-campeonato na pontuação final.
Em 2012 conquistou o vice-campeonato da etapa de São Luís do Circuito Brasileiro Challenger ao lado de Rhuan Ferramenta .Participou do Desafio 4x4 de 2012 (Desafio de Voleibol Banco do Brasil), entre Brasil e Argentina, realizada a primeira etapa em Teresina, compôs o time brasileiro ao lado de Shaylyn Bedê, Izabel Cristina e Luciano Ferreira e a técnica foi Sandra Pires conquistando o título e repetindo o feito em Manaus.
Ainda em 2012 voltou a atuar com Rodrigo Saunders no Circuito Estadual na etapa de Fortaleza e terminaram com o vice-campeonato e juntos terminaram na terceira posição em Fortaleza pelo Circuito Brasileiro Open de 2012.
Na edição do Circuito Brasileiro de Vôlei de Praia Open de 2012-13 formou dupla com Gilmário Vidal quando finalizaram nas décimas terceiras posições na etapa de Cuiabá, de Goiânia, depois a nona colocação em Belo Horizonte, em seguida competiu ao lado de Márcio Araújo na etapa de Campinas, terminando em nono lugar, repetindo o resultado na etapa de São Luís, terminando com o vice-campeonato em Fortaleza, depois o quinto lugar em João Pessoa, nona posição em Maceió e em Brasília, terminando na nona posição geral.E ao lado de Bruno de Paula disputou a etapa de Teresina  do Circuito Brasileiro Challenger de 2013 ocasião da conquista do título.
No Circuito Brasileiro Open 2013-14 jogou ao lado de Benjamin Insfran e terminaram na quinta posição na etapa de Recife, a nona posição na etapa de Vitória, depois ao lado de Luizão Corrêa terminou na quinta posição no Rio de Janeiro, retomando com Benjamin  terminou na nona posição na etapa do Guarujá e na quinta colocação na etapa de São José, e mais uma vez atuou com Rodrigo Saunders e alcançando o vice-campeonato na etapa de São Luís e o décimo terceiro lugar na etapa de Natal,  adiante atuou ao lado de Oscar Brandão e terminou na quinta posição na etapa de João Pessoa, depois terminaram na décima terceira posição na etapa de Maceió, chegou a ocupar a sexta posição no ranking do circuito.
Formou dupla novamente com Oscar Brandão para o Circuito Brasileiro Challenger de 2014, conquistando o título da etapa de Bauru, terminando na terceira posição na etapa de Rondonópolisterminando com o título do circuito na pontuação geral.
Ao lado de Luizão Corrêa conquistou o título da segunda etapa realizada em Brasília, válida pelo Circuito Brasileiro de Vôlei de Praia Nacional de 2014-15. já no Circuito Brasileiro Open de 2014-15 iniciou parceria com Harley Marques e após resultados inesperados nas duas etapas do Circuito Brasileiro Nacional  e desfizeram a dupla antes da etapa de Campinas, voltando atuar com Gilmário Vidal, e jogou com Fábio Rodrigo na etapa de São José e depois voltou a jogar com Luizão Corrêa no Circuito Brasileiro Open 2014-15.
No período de 2015-16 do Circuito Brasileiro de Vôlei de Praia Nacional competiu com  Marcus Borlini  e conquistaram o título da etapa de Fortaleza e conquistaram o terceiro lugar na terceira etapa realizada no Rio de Janeiro.
No Circuito Mundial de Vôlei de praia de 2016 esteve ao lado de Luciano de Paula no Aberto de Cincinnati e finalizanram na trigésima terceira colocação, depois conquistaram o terceiro lugar na etapa de João Pessoa do Circuito Brasileiro Challenger de 2016, voltou a formar dupla com Harley Marques na etapa de Aracaju e conquistaram o terceiro lugar e obtiveram o título da etapa de Cabro Frio, finalizando na terceira posição geral do circuito.
Com Benjamin Insfran iniciou o Circuito Brasileiro de Vôlei de Praia Nacional 2016-17 e terminou na terceira posição na etapa de Campo Grande e depois com Harley Marques obteve o título da etapa de Uberlândia.
Ao lado de  Harley Marques disputou o Circuito Brasileiro Open de 2016-17 e terminaram na décima terceira posição nas etapas de Brasília, Curitiba e São José,  e na sequencia atuou ao lado de Bruno de Paula novamente terminando na décima terceira posição na etapa de Aracajue com este jogador conquistou o nono lugar na edição do Superpraia 2017, sediado em Niterói; antes conquistaram o vice-campeonato na etapa de Maceió pelo Circuito Brasileiro de Vôlei de Praia Nacional de 2016-17.
No Circuito Mundial de Vôlei de Praia de 2017 disputou ao lado de Vitor Felipe o torneio quatro estrelas do Rio de Janeiro, encerrando na trigésima terceira posição.Renovou com Bruno de Paula  e conquistaram o título da etapa de Maringá pelo Circuito Brasileiro Challenger de 2017, quinta colocação em Bauru, além do quarto lugar em Palmas obtiveram o terceiro lugar na etapa do Rio de Janeiro.
Na temporada do Circuito Challenger de 2018 atuou com Vinícius Freitas quando terminaram na quinta posição na etapa de Maringá, na décima colocação no Rio de Janeiro, ainda terminaram na terceira colocação na etapa de Brasília, além da décima posição na etapa de Jaboatão dos Guararapes, encerrando na quarta posição na pontuação geral.
Com Ramon Gomes disputou a etapa de Campo Grande do Circuito Brasileiro de Vôlei de Praia Open correspondente, e finalizaram na quarta posição, na décima sétima posição na etapa de Natal, na quinta posição na etapa de Itapema, nona posição na etapa de Fortaleza, e também em João Pessoa , depois terminaram na quinta posição na etapa de Maceió  e terminaram na quinta colocação.
E com Ramon Gomes disputou o Circuito Sul-Americano de Vôlei de Praia de 2018, no Grand Slam de Nova Viçosa, ocasião que terminaram com o vice-campeonato, também disputaram o Grand Slam de Coquimboterminaram na quinta posição, sendo semifinalistas na etapa de Santa Cruz de Cabráliaalancando o quarto lugar, e juntos alcançaram a vigésima quinta posição no Circuito Mundial de Vôlei de Praia de 2018 no torneio quatro estrelas na etapa de Miguel Pereira, e também obtiveram o título do Circuito Capixaba de Vôlei de Praia de 2018, representando o Clube de Natação e Regatas Álvares Cabral.

## Títulos e resultados
- Challenge de Varna do Circuito Mundial de Vôlei de Praia:2009[19]
- Grand Slam de Nova Viçosa do Circuito Sul-Americano de Vôlei de Praia:2018[119]
- Etapa do Brasil do Circuito Sul-Americano de Vôlei de Praia:2018[19]
- Etapa de Campo Grande do Circuito Brasileiro de Voleibol de Praia - Open:2017-18[112]
- Circuito Brasileiro de Voleibol de Praia - Open:2011[1]
- Etapa de Fortaleza do Circuito Brasileiro de Voleibol de Praia - Open:2008[13]
- Etapa de São Luís do Circuito Brasileiro de Voleibol de Praia - Open:2013-14[77]
- Etapa de Fortaleza do Circuito Brasileiro de Voleibol de Praia - Open:2012-13[66]
- Etapa de Fortaleza do Circuito Brasileiro de Voleibol de Praia Open:2012[60]
- Etapa de Curitiba do Circuito Brasileiro de Voleibol de Praia - Open:2011[48]
- Etapa de Vitória do Circuito Brasileiro de Voleibol de Praia - Open:2011[45]
- Etapa de São José dos Campos do Circuito Brasileiro de Voleibol de Praia - Open:2009[30]
- Etapa de Fortaleza do Circuito Brasileiro de Voleibol de Praia - Open:2010[38]
- Etapa de Balneário Camboriú do Circuito Brasileiro de Voleibol de Praia - Open:2010[33]
- Etapa de Uberlândia do Circuito Brasileiro de Voleibol de Praia Nacional:2016-17[97]
- Etapa do Fortaleza do Circuito Brasileiro de Voleibol de Praia Nacional:2015-16[90]
- II Etapa de Brasília do Circuito Brasileiro de Voleibol de Praia Nacional:2014-15[86]
- III Etapa do Rio de Janeiro do Circuito Brasileiro de Voleibol de Praia Nacional:2015-16[91]
- Etapa de Maceió do Circuito Brasileiro de Voleibol de Praia Nacional:2016-17[102]
- Etapa de Campo Grande do Circuito Brasileiro de Voleibol de Praia Nacional:2016-17[96]
- Circuito Brasileiro de Voleibol de Praia - Challenger:2014[85]
- Circuito Brasileiro de Voleibol de Praia - Challenger:2016[95]
- Circuito Brasileiro de Voleibol de Praia - Challenger:2018[111]
- Etapa de Maringá do Circuito Brasileiro de Voleibol de Praia - Challenger:2017[103]
- Etapa de Cabo Frio do Circuito Brasileiro de Voleibol de Praia - Challenger:2016[94]
- Etapa de Bauru do Circuito Brasileiro de Voleibol de Praia - Challenger:2014[83]
- Etapa de Teresina do Circuito Brasileiro de Voleibol de Praia - Challenger:2013[71]
- Etapa de São Luís do Circuito Brasileiro de Voleibol de Praia - Challenger:2012[56]
- Etapa de Aracaju do Circuito Brasileiro de Voleibol de Praia - Challenger:2008[12]

- Etapa de Palmas do Circuito Brasileiro de Voleibol de Praia - Challenger:2008[11]
- Etapa de Brasília do Circuito Brasileiro de Voleibol de Praia - Challenger:2018[109]
- Etapa do Rio de Janeiro do Circuito Brasileiro de Voleibol de Praia - Challenger:2016[106]
- Etapa de Aracaju do Circuito Brasileiro de Voleibol de Praia - Challenger:2016[93]
- Etapa de João Pessoa do Circuito Brasileiro de Voleibol de Praia - Challenger:2016[92]
- Etapa de Rondonópolis do Circuito Brasileiro de Voleibol de Praia - Challenger:2014[84]
- Etapa de Palmas do Circuito Brasileiro de Voleibol de Praia - Challenger:2017[105]
- Etapa Manaus  do Desafio Brasileiro de Vôlei de Praia 4x4:2012[58]
- Etapa Teresina  do Desafio Brasileiro de Vôlei de Praia 4x4:2012[58]
- Etapa do Espírito Santo do Circuito Estadual Regional de Vôlei de Praia:2009[18]
- Etapa do Ceará do Circuito Estadual de Vôlei de Praia:2012[59]
- Terceira Etapa do Circuito Capixaba de Vôlei de Praia:2018[122]
- Circuito Brasileiro de Vôlei de Praia Sub-21:2007[6]
- Circuito Brasileiro de Vôlei de Praia Sub-21:2006[1]
- Etapa de João Pessoa do Circuito Brasileiro de Vôlei de Praia Sub-21:2007[7]
- Circuito Brasileiro de Vôlei de Praia Sub-19:2005[2]
- Etapa de Fortaleza do Circuito Brasileiro de Vôlei de Praia Sub-19:2005[2]

## Premiações individuais
[carece de fontes?]